# Avatrombopag
Avatrombopag là một loại thuốc dùng để điều trị một số tình trạng giảm tiểu cầu (số lượng tiểu cầu thấp bất thường) như giảm tiểu cầu liên quan đến bệnh gan mạn tính ở bệnh nhân trưởng thành phải trải qua một thủ thuật y khoa hoặc nha khoa theo kế hoạch. Thuốc đã được Cục Quản lý Thực phẩm và Dược phẩm Hoa Kỳ phê duyệt vào ngày 21 tháng 5 năm 2018.